# Viswanathan Anand
V. Anand o Anand Viswanathan (Madràs, Índia, 11 de desembre de 1969), més comunament citat com a Viswanathan Anand (en tàmil: விஸ்வநாதன் ஆனந்த் (visvanātaṉ āṉant)), és un jugador d'escacs indi que té el títol de Gran Mestre. Ha guanyat el Campionat del món d'escacs 5 cops (2000, 2007, 2008, 2010, 2012), i ha estat el Campió del món indiscutit des de 2007 fins a 2013, quan va perdre el títol contra Magnus Carlsen. Ha estat diversos cops el número 1 mundial, i és un dels pocs jugadors que ha superat la marca dels 2800 punts Elo. Entre altres premis, ha estat guardonat sis cops amb l'Òscar dels escacs.
Va tenir la corona de Campió del món d'escacs de la FIDE entre 2000 i 2002, en l'època en què el títol estava dividit. Va esdevenir el Campió del món indiscutit el 2007 i va defensar el seu títol amb èxit contra Vladímir Kràmnik el 2008. Posteriorment, va tornar a defensar el títol amb èxit en el Campionat del món de 2010 contra Vesselín Topàlov i en el Campionat del món de 2012 contra Borís Guélfand, guanyador del Torneig de Candidats, de manera que Anand va defensar tres cops de forma consecutiva la seva corona mundial.
Anand és un dels sis jugadors en la història que ha superat la marca dels 2800 punts a la llista d'Elo de la FIDE, i l'abril de 2007, als 37 anys, va esdevenir el número u mundial per primer cop. Ha estat al cim de la classificació mundial en cinc de sis llistes, entre abril de 2007 i juliol de 2008, mantenint la classificació de número u un total de 15 mesos. L'octubre de 2008, va abandonar el top 3 per primera vegada des de juliol de 1996. Anand va recuperar posteriorment el número u del rànquing mundial l'1 de novembre de 2010, després d'haver vençut l'actual número 1 Magnus Carlsen en la Final de Mestres del Grand Slam de Bilbao, però va haver de cedir el primer lloc novament a Carlsen el juliol de 2011.
Anand va esdevenir el primer Gran Mestre de l'Índia el 1987. També va ser el primer guardonat amb el Premi Rajiv Gandhi Khel Ratna el 1991-92, el més alt honor esportiu de l'Índia. El 2007, va ser guardonat amb el segon més alt guardó civil de l'Índia, el Padma Vibhushan, essent el primer esportista a rebre el premi en la història del país.
Anand ha estat descrit per Lubomir Kavalek com el campió del món més versàtil, ja que és l'únic jugador que ha guanyat el campionat del món d'escacs en molts formats, incloent-hi torneig, matx, ràpides i knockout.
El 31 d'agost 2011, en una entrevista amb Vlad Tkatxov, Vladímir Kràmnik (exCampió del Món de 2000 a 2007), va dir que "sempre l'he considerat com un jugador amb un talent colossal, un dels més grans en tota la història dels escacs". "Crec que en termes de joc, Anand no és de cap manera més feble que Kaspàrov", i "en els últims 5-6 anys ha fet un salt qualitatiu que ha fet possible que se'l consideri un dels més grans jugadors d'escacs".
A la llista d'Elo de la FIDE del maig de 2022, hi tenia un Elo de 2751 punts, cosa que en feia el jugador número 1 de l'Índia el número 2 de l'Àsia, i el número 14 del rànquing mundial. El seu màxim Elo va ser de 2817 punts, a la llista de març de 2011 (posició 1 al rànquing mundial).

## Biografia
Anand va néixer l'11 de desembre de 1969 a Mayiladuthurai, una petita vila a Tamil Nadu, Índia, en una família tàmil. Poc després, la família es va mudar a Chennai, antigament Madràs, on es va criar. El seu pare, Viswanathan Iyer, és un director jubilat de l'empresa de ferrocarrils Southern Railways, i la seva mare Susheela, mestressa de casa i aficionada als escacs i el cinema, molt influent socialment.

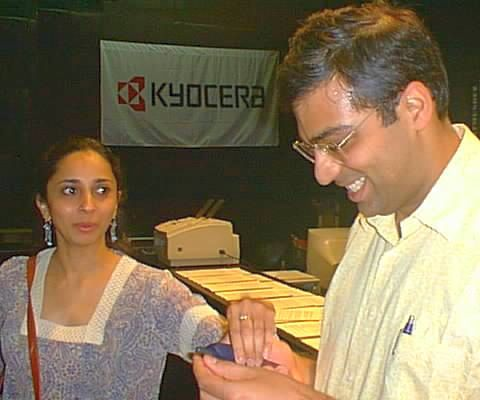
Anand i la seva dona Aruna, el 2004.

Li varen ensenyar a jugar als escacs la seva mare i una amistat de la família anomenada Deepa Ramakrishnan. Anand va descriure el seu inici en els escacs en una conversa amb Susan Polgar:
| « | Vaig començar quan tenia sis anys. La meva mare em va ensenyar a jugar. De fet, la meva mare solia fer molt pels meus escacs. Ens mudàrem a les Filipines poc després. Em vaig apuntar a un club a l'Índia i ens vam mudar a les Filipines durant un any. Allà hi havia un programa de televisió que era a la tarda, un a dos o alguna cosa així, quan jo estava a l'escola. Ella anotava totes les partides que s'hi mostraven i els problemes, i a la tarda els resolíem conjuntament. Per descomptat, la meva mare i la seva família solien jugar als escacs, i ella jugava amb el seu germà petit, de manera que ella coneixia els escacs, tot i que mai va apuntar-se a un club o alguna cosa per l'estil. Per tant, resolíem tots aquells problemes, i enviàvem les nostres respostes junts. I ens van donar el premi d'un llibre per al guanyador. I en el transcurs de molts mesos, vaig guanyar molts premis. En un moment donat, em van acabar dient que agafés tots els llibres que volgués, però que no enviés més respostes. | » |

Anand va estudiar a l'escola de secundària Don Bosco Matriculation Higher Secondary School, Egmore, Chennai i té un títol de Bachelor of Commerce (graduat en comerç) del Loyola College. Els seus passatemps són llegir, nedar i escoltar música. Està casat amb Aruna Anand i té un fill nascut el 9 d'abril de 2011. El fill d'Anand es diu Akhil, i en la tradició tàmil s'ha de dir "Anand Akhil" (sense cognom). La família viu actualment a Chennai, Índia.
L'agost de 2010, Anand va entrar a formar part de la junta directiva d'Olympic Gold Quest, una fundació per promocinar el talent potencial i l'entrada a l'elit dels esportistes indis. El 24 de desembre de 2010 Anand va ser el convidat d'honor de la universitat de Gujarat, Ahmedabad, on 20.486 jugadors van fer un nou rècord mundial d'exhibició de simultànies en un sol lloc.
A Anand se li va negar un doctorat honorari de la Universitat de Hyderabad a causa de la confusió sobre la seva nacionalitat, però més tard Kapil Sibal, Ministre de Desenvolupament de Recursos Humans de l'Índia es va disculpar i va dir: "No hi ha cap problema en aquesta matèria i Anand s'ha compromès a acceptar el grau en el moment oportú en funció de la seva disponibilitat". Finalment Anand va acabar refusant d'obtenir el doctorat
Anand ha estat considerat com una persona humil amb una reputació d'abstenir-se de maniobres polítiques i psicològiques i en lloc d'això, centrar-se en el seu joc. Això ha fet d'ell una figura molt estimada per tot el món dels escacs durant dues dècades, evidenciat pel fet que Garri Kaspàrov, Vladímir Kràmnik i Magnus Carlsen, dels quals els dos primers van ser rivals pel Campionat del Món durant tota la carrera d'Anand, el va ajudar a preparar-se per al Campionat del món de 2010. Anand és conegut pel sobrenom de "Tigre de Madràs". Anand fou l'únic esportista convidat al sopar ofert pel primer ministre indi Manmohan Singh al President dels Estats Units Barack Obama el 7 de novembre de 2010.
Anand viu amb la seva esposa Aruna i el seu fill a Madrid, estat espanyol.

## Resultats destacats en competició

### Primers anys
Els inicis d'Anand en el món dels escacs indis van ser meteòrics. L'èxit a escala nacional va arribar-li d'hora, quan el 1983, a l'edat de catorze anys, va guanyar el Campionat Nacional Sub-Juvenil amb una puntuació de 9/9. Es va convertir en el més jove indi en guanyar el títol de Mestre Internacional a l'edat de quinze anys, el 1984. A l'edat de setze anys va esdevenir el campió nacional indi i va guanyar aquest títol posteriorment dues vegades més. El 1987 es proclamà Campió del món juvenil, a Baguio, essent el primer indi a guanyar aquest campionat. El 1988, a l'edat de divuit anys, va esdevenir el primer GM de l'Índia en guanyar el Torneig Internacional Shakti Finance International, celebrat a Coimbatore, Índia. Va ser guardonat amb el Padma Shri a l'edat de 18 anys.

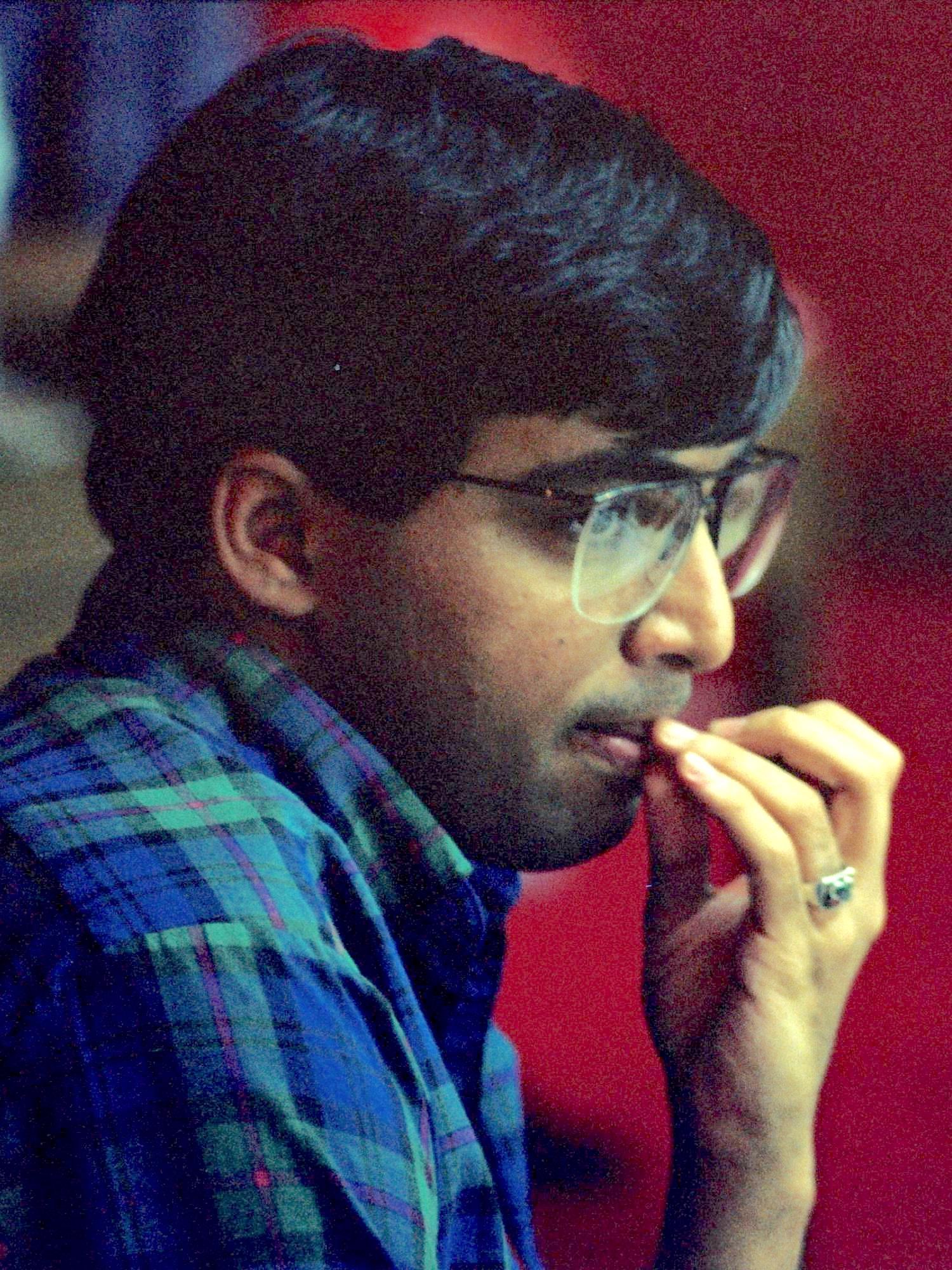
Anand a l'Olimpíada de Manila 1992, als 22 anys.

"Vishy", tal com és anomenat de vegades pels seus amics, va irrompre en les altes esferes de l'escena dels escacs en la dècada de 1990, guanyant torneigs com ara Reggio Emilia 1991 (per davant de Garri Kaspàrov i Anatoli Kàrpov). Jugar en un nivell tan alt que no va ser suficient per fer-lo anar més a poc a poc, i va continuar jugant partides a una velocitat pròpia de ràpides.
En el cicle pel Campionat del món de 1993 (FIDE), es va classificar per al seu primer Torneig de Candidats, on va guanyar el seu primer matx, però va perdre per poc el seu matx de quarts de final a contra Anatoli Kàrpov.
El 1994–95 Anand i Gata Kamsky dominaren els cicles de classificació dels Campionats del món rivals de la FIDE i la PCA. Al cicle de la FIDE (Campionat del món de 1996 (FIDE)), Anand va perdre el seu matx de quarts de final contra Kamsky després d'anar-lo liderant. Kamsky finalment perdria el matx pel Campionat del món de 1996 de la FIDE contra Kàrpov.
Al cicle de la PCA de 1995, Anand va guanyar els seus matxs contra Oleg Romànixin i Michael Adams sense perdre cap partida, i encara va venjar la seva derrota al cicle de la FIDE tot vencent en Gata Kamsky a la final de Candidats. El 1995, va jugar el Campionat del món de 1995 (clàssic) contra Kaspàrov al World Trade Center de Nova York. Després de vuit taules consecutives al començament (un rècord pel que fa als inicis de matxs pel campionat del món), Anand va guanyar la novena partida amb un poderós sacrifici de qualitat, però a continuació va perdre quatre de les següents cinc partides, i va acabar perdent el matx per 10½–7½.
El 1997 guanyà el fort Torneig Magistral del Festival d'escacs de Biel, a Suïssa. Al cicle de la FIDE de 1998 FIDE, el campió regnant, Kàrpov, tenia garantida per la FIDE la presència a la final contra el guanyador d'un Torneig de Candidats de set rondes a eliminatòria directa. L'avantatge psicològic i físic que això implicava per a Kàrpov va ser objecte d'importants controvèrsies, que van dur a l'abandonament del futur Campió del món Vladímir Kràmnik del torneig de candidats. Anand va guanyar finalment el torneig, tot derrotant Michael Adams a la final, i immediatament s'enfrontà a un descansat Kàrpov pel títol. A despit de l'enorme desavantatge d'Anand, que ell mateix va descriure com a "ser dut en un taüt" per jugar contra Kàrpov, Anand fou capaç d'empatar el matx regular 3-3, tot forçant un desempat a partides ràpides. De tota manera, el matx a ràpides fou guanyat per en Kàrpov per 2-0 permetent-li de conservar el seu títol de la FIDE

### Campió del món

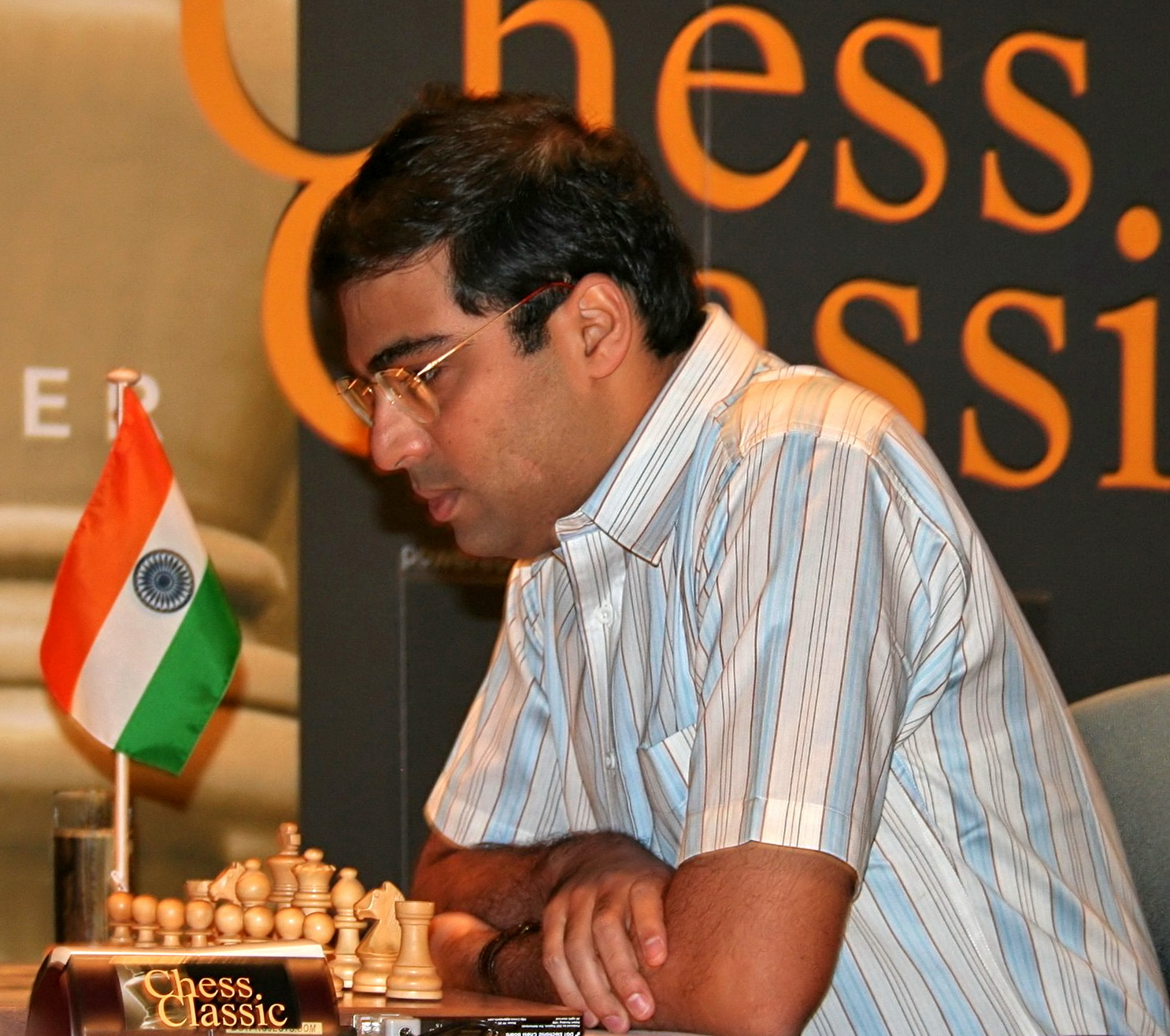
Viswanathan Anand, el 2005.

#### Campió del món de la FIDE de 2000
Després de no aconseguir-ho per poc en diverses ocasions, l'any 2000 Anand es proclamà Campió del món (en versió de la FIDE) en vèncer a la final n'Aleksei Xírov per 3½–0½ en un matx final celebrat a Teheran, i aconseguint així ser el primer indi a obtenir el títol.
Va perdre aquest títol el 2002, en la seva primera defensa, quan va caure en semifinals davant Vasil Ivantxuk, que al seu torn va perdre la final del Campionat del món de 2002 (FIDE) contra Ruslan Ponomariov. Anand empatà al segon lloc amb Piotr Svídler al Campionat del món de 2005 (FIDE) amb 8½ punts de 14 partides, 1½ punts per darrere del guanyador, Vesselín Topàlov.

#### Campió del món de 2007
El setembre de 2007 Anand esdevingué el campió mundial indiscutit, en guanyar el Campionat del món de 2007 a Ciutat de Mèxic. Va guanyar el torneig a doble volta amb una puntuació final de 9 punts sobre 14, un punt sencer pern davant dels segons, empatats, Vladímir Kràmnik i Borís Guélfand.
El 2000, quan Anand va guanyar el Campionat del món de la FIDE, existia també el rival Campionat del món "Clàssic", títol ostentat per Kràmnik. El 2007, el campionat del món havia de ser reunificat, de manera que la victòria d'Anand a Ciutat de Mèxic el va coronar com a campió únic i indiscutit. Fou així mateix el primer campió indiscutit en guanyar el títol en un torneig, en lloc de fer-ho en un matx, des que ho fes Mikhaïl Botvínnik el 1948.
L'octubre de 2007, Anand va dir que li agradava el format de torneig a doble volta pel campionat del món (com el que s'havia fet servir al campionat de 2007 a Mèxic), i que el dret automàtic de Kràmnik a un matx de revenja era "ridícul".

#### Campió del món de 2008
Anand va defensar convincentment el títol, i el va revalidar, contra el rus Vladímir Kràmnik en vèncer-lo en un matx a dotze partides celebrat entre els dies 14 i 29 d'octubre a Bonn, Alemanya. El guanyador seria el primer a fer 6½ punts en un matx programat a dotze partides. Anand guanyà per un marcador global de 6½ a 4½, de les 11 disputades, guanyant tres de les primeres sis (dues amb les peces negres). Després de la desena partida, Anand liderava el marcador per 6–4 i necessitava només unes taules en qualsevol de les dues darreres per guanyar el matx. A l'onzena partida, Kràmnik va jugar la variant Najdorf de la defensa siciliana. Un cop canviades les dames, Kràmnik va oferir taules després de 24 moviments, en considerar que no tenia opcions de guanyar el final.
|   | a | b | c | d | e | f | g | h |   |
| 8 | c8 negres torre · f8 negres rei · g8 negres torre · b7 negres peó · e7 negres cavall · f7 negres peó · h7 negres peó · a6 negres peó · f5 negres peó · e3 negres alfil · a2 blanques peó · b2 blanques peó · c2 blanques peó · f2 blanques torre · g2 blanques peó · h2 blanques peó · b1 blanques rei · c1 blanques cavall · f1 blanques alfil · h1 blanques torre | c8 negres torre · f8 negres rei · g8 negres torre · b7 negres peó · e7 negres cavall · f7 negres peó · h7 negres peó · a6 negres peó · f5 negres peó · e3 negres alfil · a2 blanques peó · b2 blanques peó · c2 blanques peó · f2 blanques torre · g2 blanques peó · h2 blanques peó · b1 blanques rei · c1 blanques cavall · f1 blanques alfil · h1 blanques torre | c8 negres torre · f8 negres rei · g8 negres torre · b7 negres peó · e7 negres cavall · f7 negres peó · h7 negres peó · a6 negres peó · f5 negres peó · e3 negres alfil · a2 blanques peó · b2 blanques peó · c2 blanques peó · f2 blanques torre · g2 blanques peó · h2 blanques peó · b1 blanques rei · c1 blanques cavall · f1 blanques alfil · h1 blanques torre | c8 negres torre · f8 negres rei · g8 negres torre · b7 negres peó · e7 negres cavall · f7 negres peó · h7 negres peó · a6 negres peó · f5 negres peó · e3 negres alfil · a2 blanques peó · b2 blanques peó · c2 blanques peó · f2 blanques torre · g2 blanques peó · h2 blanques peó · b1 blanques rei · c1 blanques cavall · f1 blanques alfil · h1 blanques torre | c8 negres torre · f8 negres rei · g8 negres torre · b7 negres peó · e7 negres cavall · f7 negres peó · h7 negres peó · a6 negres peó · f5 negres peó · e3 negres alfil · a2 blanques peó · b2 blanques peó · c2 blanques peó · f2 blanques torre · g2 blanques peó · h2 blanques peó · b1 blanques rei · c1 blanques cavall · f1 blanques alfil · h1 blanques torre | c8 negres torre · f8 negres rei · g8 negres torre · b7 negres peó · e7 negres cavall · f7 negres peó · h7 negres peó · a6 negres peó · f5 negres peó · e3 negres alfil · a2 blanques peó · b2 blanques peó · c2 blanques peó · f2 blanques torre · g2 blanques peó · h2 blanques peó · b1 blanques rei · c1 blanques cavall · f1 blanques alfil · h1 blanques torre | c8 negres torre · f8 negres rei · g8 negres torre · b7 negres peó · e7 negres cavall · f7 negres peó · h7 negres peó · a6 negres peó · f5 negres peó · e3 negres alfil · a2 blanques peó · b2 blanques peó · c2 blanques peó · f2 blanques torre · g2 blanques peó · h2 blanques peó · b1 blanques rei · c1 blanques cavall · f1 blanques alfil · h1 blanques torre | c8 negres torre · f8 negres rei · g8 negres torre · b7 negres peó · e7 negres cavall · f7 negres peó · h7 negres peó · a6 negres peó · f5 negres peó · e3 negres alfil · a2 blanques peó · b2 blanques peó · c2 blanques peó · f2 blanques torre · g2 blanques peó · h2 blanques peó · b1 blanques rei · c1 blanques cavall · f1 blanques alfil · h1 blanques torre | 8 |
| 7 | c8 negres torre · f8 negres rei · g8 negres torre · b7 negres peó · e7 negres cavall · f7 negres peó · h7 negres peó · a6 negres peó · f5 negres peó · e3 negres alfil · a2 blanques peó · b2 blanques peó · c2 blanques peó · f2 blanques torre · g2 blanques peó · h2 blanques peó · b1 blanques rei · c1 blanques cavall · f1 blanques alfil · h1 blanques torre | c8 negres torre · f8 negres rei · g8 negres torre · b7 negres peó · e7 negres cavall · f7 negres peó · h7 negres peó · a6 negres peó · f5 negres peó · e3 negres alfil · a2 blanques peó · b2 blanques peó · c2 blanques peó · f2 blanques torre · g2 blanques peó · h2 blanques peó · b1 blanques rei · c1 blanques cavall · f1 blanques alfil · h1 blanques torre | c8 negres torre · f8 negres rei · g8 negres torre · b7 negres peó · e7 negres cavall · f7 negres peó · h7 negres peó · a6 negres peó · f5 negres peó · e3 negres alfil · a2 blanques peó · b2 blanques peó · c2 blanques peó · f2 blanques torre · g2 blanques peó · h2 blanques peó · b1 blanques rei · c1 blanques cavall · f1 blanques alfil · h1 blanques torre | c8 negres torre · f8 negres rei · g8 negres torre · b7 negres peó · e7 negres cavall · f7 negres peó · h7 negres peó · a6 negres peó · f5 negres peó · e3 negres alfil · a2 blanques peó · b2 blanques peó · c2 blanques peó · f2 blanques torre · g2 blanques peó · h2 blanques peó · b1 blanques rei · c1 blanques cavall · f1 blanques alfil · h1 blanques torre | c8 negres torre · f8 negres rei · g8 negres torre · b7 negres peó · e7 negres cavall · f7 negres peó · h7 negres peó · a6 negres peó · f5 negres peó · e3 negres alfil · a2 blanques peó · b2 blanques peó · c2 blanques peó · f2 blanques torre · g2 blanques peó · h2 blanques peó · b1 blanques rei · c1 blanques cavall · f1 blanques alfil · h1 blanques torre | c8 negres torre · f8 negres rei · g8 negres torre · b7 negres peó · e7 negres cavall · f7 negres peó · h7 negres peó · a6 negres peó · f5 negres peó · e3 negres alfil · a2 blanques peó · b2 blanques peó · c2 blanques peó · f2 blanques torre · g2 blanques peó · h2 blanques peó · b1 blanques rei · c1 blanques cavall · f1 blanques alfil · h1 blanques torre | c8 negres torre · f8 negres rei · g8 negres torre · b7 negres peó · e7 negres cavall · f7 negres peó · h7 negres peó · a6 negres peó · f5 negres peó · e3 negres alfil · a2 blanques peó · b2 blanques peó · c2 blanques peó · f2 blanques torre · g2 blanques peó · h2 blanques peó · b1 blanques rei · c1 blanques cavall · f1 blanques alfil · h1 blanques torre | c8 negres torre · f8 negres rei · g8 negres torre · b7 negres peó · e7 negres cavall · f7 negres peó · h7 negres peó · a6 negres peó · f5 negres peó · e3 negres alfil · a2 blanques peó · b2 blanques peó · c2 blanques peó · f2 blanques torre · g2 blanques peó · h2 blanques peó · b1 blanques rei · c1 blanques cavall · f1 blanques alfil · h1 blanques torre | 7 |
| 6 | c8 negres torre · f8 negres rei · g8 negres torre · b7 negres peó · e7 negres cavall · f7 negres peó · h7 negres peó · a6 negres peó · f5 negres peó · e3 negres alfil · a2 blanques peó · b2 blanques peó · c2 blanques peó · f2 blanques torre · g2 blanques peó · h2 blanques peó · b1 blanques rei · c1 blanques cavall · f1 blanques alfil · h1 blanques torre | c8 negres torre · f8 negres rei · g8 negres torre · b7 negres peó · e7 negres cavall · f7 negres peó · h7 negres peó · a6 negres peó · f5 negres peó · e3 negres alfil · a2 blanques peó · b2 blanques peó · c2 blanques peó · f2 blanques torre · g2 blanques peó · h2 blanques peó · b1 blanques rei · c1 blanques cavall · f1 blanques alfil · h1 blanques torre | c8 negres torre · f8 negres rei · g8 negres torre · b7 negres peó · e7 negres cavall · f7 negres peó · h7 negres peó · a6 negres peó · f5 negres peó · e3 negres alfil · a2 blanques peó · b2 blanques peó · c2 blanques peó · f2 blanques torre · g2 blanques peó · h2 blanques peó · b1 blanques rei · c1 blanques cavall · f1 blanques alfil · h1 blanques torre | c8 negres torre · f8 negres rei · g8 negres torre · b7 negres peó · e7 negres cavall · f7 negres peó · h7 negres peó · a6 negres peó · f5 negres peó · e3 negres alfil · a2 blanques peó · b2 blanques peó · c2 blanques peó · f2 blanques torre · g2 blanques peó · h2 blanques peó · b1 blanques rei · c1 blanques cavall · f1 blanques alfil · h1 blanques torre | c8 negres torre · f8 negres rei · g8 negres torre · b7 negres peó · e7 negres cavall · f7 negres peó · h7 negres peó · a6 negres peó · f5 negres peó · e3 negres alfil · a2 blanques peó · b2 blanques peó · c2 blanques peó · f2 blanques torre · g2 blanques peó · h2 blanques peó · b1 blanques rei · c1 blanques cavall · f1 blanques alfil · h1 blanques torre | c8 negres torre · f8 negres rei · g8 negres torre · b7 negres peó · e7 negres cavall · f7 negres peó · h7 negres peó · a6 negres peó · f5 negres peó · e3 negres alfil · a2 blanques peó · b2 blanques peó · c2 blanques peó · f2 blanques torre · g2 blanques peó · h2 blanques peó · b1 blanques rei · c1 blanques cavall · f1 blanques alfil · h1 blanques torre | c8 negres torre · f8 negres rei · g8 negres torre · b7 negres peó · e7 negres cavall · f7 negres peó · h7 negres peó · a6 negres peó · f5 negres peó · e3 negres alfil · a2 blanques peó · b2 blanques peó · c2 blanques peó · f2 blanques torre · g2 blanques peó · h2 blanques peó · b1 blanques rei · c1 blanques cavall · f1 blanques alfil · h1 blanques torre | c8 negres torre · f8 negres rei · g8 negres torre · b7 negres peó · e7 negres cavall · f7 negres peó · h7 negres peó · a6 negres peó · f5 negres peó · e3 negres alfil · a2 blanques peó · b2 blanques peó · c2 blanques peó · f2 blanques torre · g2 blanques peó · h2 blanques peó · b1 blanques rei · c1 blanques cavall · f1 blanques alfil · h1 blanques torre | 6 |
| 5 | c8 negres torre · f8 negres rei · g8 negres torre · b7 negres peó · e7 negres cavall · f7 negres peó · h7 negres peó · a6 negres peó · f5 negres peó · e3 negres alfil · a2 blanques peó · b2 blanques peó · c2 blanques peó · f2 blanques torre · g2 blanques peó · h2 blanques peó · b1 blanques rei · c1 blanques cavall · f1 blanques alfil · h1 blanques torre | c8 negres torre · f8 negres rei · g8 negres torre · b7 negres peó · e7 negres cavall · f7 negres peó · h7 negres peó · a6 negres peó · f5 negres peó · e3 negres alfil · a2 blanques peó · b2 blanques peó · c2 blanques peó · f2 blanques torre · g2 blanques peó · h2 blanques peó · b1 blanques rei · c1 blanques cavall · f1 blanques alfil · h1 blanques torre | c8 negres torre · f8 negres rei · g8 negres torre · b7 negres peó · e7 negres cavall · f7 negres peó · h7 negres peó · a6 negres peó · f5 negres peó · e3 negres alfil · a2 blanques peó · b2 blanques peó · c2 blanques peó · f2 blanques torre · g2 blanques peó · h2 blanques peó · b1 blanques rei · c1 blanques cavall · f1 blanques alfil · h1 blanques torre | c8 negres torre · f8 negres rei · g8 negres torre · b7 negres peó · e7 negres cavall · f7 negres peó · h7 negres peó · a6 negres peó · f5 negres peó · e3 negres alfil · a2 blanques peó · b2 blanques peó · c2 blanques peó · f2 blanques torre · g2 blanques peó · h2 blanques peó · b1 blanques rei · c1 blanques cavall · f1 blanques alfil · h1 blanques torre | c8 negres torre · f8 negres rei · g8 negres torre · b7 negres peó · e7 negres cavall · f7 negres peó · h7 negres peó · a6 negres peó · f5 negres peó · e3 negres alfil · a2 blanques peó · b2 blanques peó · c2 blanques peó · f2 blanques torre · g2 blanques peó · h2 blanques peó · b1 blanques rei · c1 blanques cavall · f1 blanques alfil · h1 blanques torre | c8 negres torre · f8 negres rei · g8 negres torre · b7 negres peó · e7 negres cavall · f7 negres peó · h7 negres peó · a6 negres peó · f5 negres peó · e3 negres alfil · a2 blanques peó · b2 blanques peó · c2 blanques peó · f2 blanques torre · g2 blanques peó · h2 blanques peó · b1 blanques rei · c1 blanques cavall · f1 blanques alfil · h1 blanques torre | c8 negres torre · f8 negres rei · g8 negres torre · b7 negres peó · e7 negres cavall · f7 negres peó · h7 negres peó · a6 negres peó · f5 negres peó · e3 negres alfil · a2 blanques peó · b2 blanques peó · c2 blanques peó · f2 blanques torre · g2 blanques peó · h2 blanques peó · b1 blanques rei · c1 blanques cavall · f1 blanques alfil · h1 blanques torre | c8 negres torre · f8 negres rei · g8 negres torre · b7 negres peó · e7 negres cavall · f7 negres peó · h7 negres peó · a6 negres peó · f5 negres peó · e3 negres alfil · a2 blanques peó · b2 blanques peó · c2 blanques peó · f2 blanques torre · g2 blanques peó · h2 blanques peó · b1 blanques rei · c1 blanques cavall · f1 blanques alfil · h1 blanques torre | 5 |
| 4 | c8 negres torre · f8 negres rei · g8 negres torre · b7 negres peó · e7 negres cavall · f7 negres peó · h7 negres peó · a6 negres peó · f5 negres peó · e3 negres alfil · a2 blanques peó · b2 blanques peó · c2 blanques peó · f2 blanques torre · g2 blanques peó · h2 blanques peó · b1 blanques rei · c1 blanques cavall · f1 blanques alfil · h1 blanques torre | c8 negres torre · f8 negres rei · g8 negres torre · b7 negres peó · e7 negres cavall · f7 negres peó · h7 negres peó · a6 negres peó · f5 negres peó · e3 negres alfil · a2 blanques peó · b2 blanques peó · c2 blanques peó · f2 blanques torre · g2 blanques peó · h2 blanques peó · b1 blanques rei · c1 blanques cavall · f1 blanques alfil · h1 blanques torre | c8 negres torre · f8 negres rei · g8 negres torre · b7 negres peó · e7 negres cavall · f7 negres peó · h7 negres peó · a6 negres peó · f5 negres peó · e3 negres alfil · a2 blanques peó · b2 blanques peó · c2 blanques peó · f2 blanques torre · g2 blanques peó · h2 blanques peó · b1 blanques rei · c1 blanques cavall · f1 blanques alfil · h1 blanques torre | c8 negres torre · f8 negres rei · g8 negres torre · b7 negres peó · e7 negres cavall · f7 negres peó · h7 negres peó · a6 negres peó · f5 negres peó · e3 negres alfil · a2 blanques peó · b2 blanques peó · c2 blanques peó · f2 blanques torre · g2 blanques peó · h2 blanques peó · b1 blanques rei · c1 blanques cavall · f1 blanques alfil · h1 blanques torre | c8 negres torre · f8 negres rei · g8 negres torre · b7 negres peó · e7 negres cavall · f7 negres peó · h7 negres peó · a6 negres peó · f5 negres peó · e3 negres alfil · a2 blanques peó · b2 blanques peó · c2 blanques peó · f2 blanques torre · g2 blanques peó · h2 blanques peó · b1 blanques rei · c1 blanques cavall · f1 blanques alfil · h1 blanques torre | c8 negres torre · f8 negres rei · g8 negres torre · b7 negres peó · e7 negres cavall · f7 negres peó · h7 negres peó · a6 negres peó · f5 negres peó · e3 negres alfil · a2 blanques peó · b2 blanques peó · c2 blanques peó · f2 blanques torre · g2 blanques peó · h2 blanques peó · b1 blanques rei · c1 blanques cavall · f1 blanques alfil · h1 blanques torre | c8 negres torre · f8 negres rei · g8 negres torre · b7 negres peó · e7 negres cavall · f7 negres peó · h7 negres peó · a6 negres peó · f5 negres peó · e3 negres alfil · a2 blanques peó · b2 blanques peó · c2 blanques peó · f2 blanques torre · g2 blanques peó · h2 blanques peó · b1 blanques rei · c1 blanques cavall · f1 blanques alfil · h1 blanques torre | c8 negres torre · f8 negres rei · g8 negres torre · b7 negres peó · e7 negres cavall · f7 negres peó · h7 negres peó · a6 negres peó · f5 negres peó · e3 negres alfil · a2 blanques peó · b2 blanques peó · c2 blanques peó · f2 blanques torre · g2 blanques peó · h2 blanques peó · b1 blanques rei · c1 blanques cavall · f1 blanques alfil · h1 blanques torre | 4 |
| 3 | c8 negres torre · f8 negres rei · g8 negres torre · b7 negres peó · e7 negres cavall · f7 negres peó · h7 negres peó · a6 negres peó · f5 negres peó · e3 negres alfil · a2 blanques peó · b2 blanques peó · c2 blanques peó · f2 blanques torre · g2 blanques peó · h2 blanques peó · b1 blanques rei · c1 blanques cavall · f1 blanques alfil · h1 blanques torre | c8 negres torre · f8 negres rei · g8 negres torre · b7 negres peó · e7 negres cavall · f7 negres peó · h7 negres peó · a6 negres peó · f5 negres peó · e3 negres alfil · a2 blanques peó · b2 blanques peó · c2 blanques peó · f2 blanques torre · g2 blanques peó · h2 blanques peó · b1 blanques rei · c1 blanques cavall · f1 blanques alfil · h1 blanques torre | c8 negres torre · f8 negres rei · g8 negres torre · b7 negres peó · e7 negres cavall · f7 negres peó · h7 negres peó · a6 negres peó · f5 negres peó · e3 negres alfil · a2 blanques peó · b2 blanques peó · c2 blanques peó · f2 blanques torre · g2 blanques peó · h2 blanques peó · b1 blanques rei · c1 blanques cavall · f1 blanques alfil · h1 blanques torre | c8 negres torre · f8 negres rei · g8 negres torre · b7 negres peó · e7 negres cavall · f7 negres peó · h7 negres peó · a6 negres peó · f5 negres peó · e3 negres alfil · a2 blanques peó · b2 blanques peó · c2 blanques peó · f2 blanques torre · g2 blanques peó · h2 blanques peó · b1 blanques rei · c1 blanques cavall · f1 blanques alfil · h1 blanques torre | c8 negres torre · f8 negres rei · g8 negres torre · b7 negres peó · e7 negres cavall · f7 negres peó · h7 negres peó · a6 negres peó · f5 negres peó · e3 negres alfil · a2 blanques peó · b2 blanques peó · c2 blanques peó · f2 blanques torre · g2 blanques peó · h2 blanques peó · b1 blanques rei · c1 blanques cavall · f1 blanques alfil · h1 blanques torre | c8 negres torre · f8 negres rei · g8 negres torre · b7 negres peó · e7 negres cavall · f7 negres peó · h7 negres peó · a6 negres peó · f5 negres peó · e3 negres alfil · a2 blanques peó · b2 blanques peó · c2 blanques peó · f2 blanques torre · g2 blanques peó · h2 blanques peó · b1 blanques rei · c1 blanques cavall · f1 blanques alfil · h1 blanques torre | c8 negres torre · f8 negres rei · g8 negres torre · b7 negres peó · e7 negres cavall · f7 negres peó · h7 negres peó · a6 negres peó · f5 negres peó · e3 negres alfil · a2 blanques peó · b2 blanques peó · c2 blanques peó · f2 blanques torre · g2 blanques peó · h2 blanques peó · b1 blanques rei · c1 blanques cavall · f1 blanques alfil · h1 blanques torre | c8 negres torre · f8 negres rei · g8 negres torre · b7 negres peó · e7 negres cavall · f7 negres peó · h7 negres peó · a6 negres peó · f5 negres peó · e3 negres alfil · a2 blanques peó · b2 blanques peó · c2 blanques peó · f2 blanques torre · g2 blanques peó · h2 blanques peó · b1 blanques rei · c1 blanques cavall · f1 blanques alfil · h1 blanques torre | 3 |
| 2 | c8 negres torre · f8 negres rei · g8 negres torre · b7 negres peó · e7 negres cavall · f7 negres peó · h7 negres peó · a6 negres peó · f5 negres peó · e3 negres alfil · a2 blanques peó · b2 blanques peó · c2 blanques peó · f2 blanques torre · g2 blanques peó · h2 blanques peó · b1 blanques rei · c1 blanques cavall · f1 blanques alfil · h1 blanques torre | c8 negres torre · f8 negres rei · g8 negres torre · b7 negres peó · e7 negres cavall · f7 negres peó · h7 negres peó · a6 negres peó · f5 negres peó · e3 negres alfil · a2 blanques peó · b2 blanques peó · c2 blanques peó · f2 blanques torre · g2 blanques peó · h2 blanques peó · b1 blanques rei · c1 blanques cavall · f1 blanques alfil · h1 blanques torre | c8 negres torre · f8 negres rei · g8 negres torre · b7 negres peó · e7 negres cavall · f7 negres peó · h7 negres peó · a6 negres peó · f5 negres peó · e3 negres alfil · a2 blanques peó · b2 blanques peó · c2 blanques peó · f2 blanques torre · g2 blanques peó · h2 blanques peó · b1 blanques rei · c1 blanques cavall · f1 blanques alfil · h1 blanques torre | c8 negres torre · f8 negres rei · g8 negres torre · b7 negres peó · e7 negres cavall · f7 negres peó · h7 negres peó · a6 negres peó · f5 negres peó · e3 negres alfil · a2 blanques peó · b2 blanques peó · c2 blanques peó · f2 blanques torre · g2 blanques peó · h2 blanques peó · b1 blanques rei · c1 blanques cavall · f1 blanques alfil · h1 blanques torre | c8 negres torre · f8 negres rei · g8 negres torre · b7 negres peó · e7 negres cavall · f7 negres peó · h7 negres peó · a6 negres peó · f5 negres peó · e3 negres alfil · a2 blanques peó · b2 blanques peó · c2 blanques peó · f2 blanques torre · g2 blanques peó · h2 blanques peó · b1 blanques rei · c1 blanques cavall · f1 blanques alfil · h1 blanques torre | c8 negres torre · f8 negres rei · g8 negres torre · b7 negres peó · e7 negres cavall · f7 negres peó · h7 negres peó · a6 negres peó · f5 negres peó · e3 negres alfil · a2 blanques peó · b2 blanques peó · c2 blanques peó · f2 blanques torre · g2 blanques peó · h2 blanques peó · b1 blanques rei · c1 blanques cavall · f1 blanques alfil · h1 blanques torre | c8 negres torre · f8 negres rei · g8 negres torre · b7 negres peó · e7 negres cavall · f7 negres peó · h7 negres peó · a6 negres peó · f5 negres peó · e3 negres alfil · a2 blanques peó · b2 blanques peó · c2 blanques peó · f2 blanques torre · g2 blanques peó · h2 blanques peó · b1 blanques rei · c1 blanques cavall · f1 blanques alfil · h1 blanques torre | c8 negres torre · f8 negres rei · g8 negres torre · b7 negres peó · e7 negres cavall · f7 negres peó · h7 negres peó · a6 negres peó · f5 negres peó · e3 negres alfil · a2 blanques peó · b2 blanques peó · c2 blanques peó · f2 blanques torre · g2 blanques peó · h2 blanques peó · b1 blanques rei · c1 blanques cavall · f1 blanques alfil · h1 blanques torre | 2 |
| 1 | c8 negres torre · f8 negres rei · g8 negres torre · b7 negres peó · e7 negres cavall · f7 negres peó · h7 negres peó · a6 negres peó · f5 negres peó · e3 negres alfil · a2 blanques peó · b2 blanques peó · c2 blanques peó · f2 blanques torre · g2 blanques peó · h2 blanques peó · b1 blanques rei · c1 blanques cavall · f1 blanques alfil · h1 blanques torre | c8 negres torre · f8 negres rei · g8 negres torre · b7 negres peó · e7 negres cavall · f7 negres peó · h7 negres peó · a6 negres peó · f5 negres peó · e3 negres alfil · a2 blanques peó · b2 blanques peó · c2 blanques peó · f2 blanques torre · g2 blanques peó · h2 blanques peó · b1 blanques rei · c1 blanques cavall · f1 blanques alfil · h1 blanques torre | c8 negres torre · f8 negres rei · g8 negres torre · b7 negres peó · e7 negres cavall · f7 negres peó · h7 negres peó · a6 negres peó · f5 negres peó · e3 negres alfil · a2 blanques peó · b2 blanques peó · c2 blanques peó · f2 blanques torre · g2 blanques peó · h2 blanques peó · b1 blanques rei · c1 blanques cavall · f1 blanques alfil · h1 blanques torre | c8 negres torre · f8 negres rei · g8 negres torre · b7 negres peó · e7 negres cavall · f7 negres peó · h7 negres peó · a6 negres peó · f5 negres peó · e3 negres alfil · a2 blanques peó · b2 blanques peó · c2 blanques peó · f2 blanques torre · g2 blanques peó · h2 blanques peó · b1 blanques rei · c1 blanques cavall · f1 blanques alfil · h1 blanques torre | c8 negres torre · f8 negres rei · g8 negres torre · b7 negres peó · e7 negres cavall · f7 negres peó · h7 negres peó · a6 negres peó · f5 negres peó · e3 negres alfil · a2 blanques peó · b2 blanques peó · c2 blanques peó · f2 blanques torre · g2 blanques peó · h2 blanques peó · b1 blanques rei · c1 blanques cavall · f1 blanques alfil · h1 blanques torre | c8 negres torre · f8 negres rei · g8 negres torre · b7 negres peó · e7 negres cavall · f7 negres peó · h7 negres peó · a6 negres peó · f5 negres peó · e3 negres alfil · a2 blanques peó · b2 blanques peó · c2 blanques peó · f2 blanques torre · g2 blanques peó · h2 blanques peó · b1 blanques rei · c1 blanques cavall · f1 blanques alfil · h1 blanques torre | c8 negres torre · f8 negres rei · g8 negres torre · b7 negres peó · e7 negres cavall · f7 negres peó · h7 negres peó · a6 negres peó · f5 negres peó · e3 negres alfil · a2 blanques peó · b2 blanques peó · c2 blanques peó · f2 blanques torre · g2 blanques peó · h2 blanques peó · b1 blanques rei · c1 blanques cavall · f1 blanques alfil · h1 blanques torre | c8 negres torre · f8 negres rei · g8 negres torre · b7 negres peó · e7 negres cavall · f7 negres peó · h7 negres peó · a6 negres peó · f5 negres peó · e3 negres alfil · a2 blanques peó · b2 blanques peó · c2 blanques peó · f2 blanques torre · g2 blanques peó · h2 blanques peó · b1 blanques rei · c1 blanques cavall · f1 blanques alfil · h1 blanques torre | 1 |
|   | a | b | c | d | e | f | g | h |   |

Partida final 

Anand (2783) – Kràmnik (2772), Wch Bonn GER (11), 29.10.2008: 

1.e4 c5 2.Cf3 d6 3.d4 cxd4 4.Cxd4 Cf6 5.Cc3 a6 6.Ag5 e6 7.f4 Dc7 8.Axf6 gxf6 9.f5 Dc5 10.Dd3 Cc6 11.Cb3 De5 12.0-0-0 exf5 13.De3 Ag7 14.Td5 De7 15.Dg3 Tg8 16.Df4 fxe4 17.Cxe4 f5 18.Cxd6+ Rf8 19.Cxc8 Txc8 20.Rb1 De1+ 21.Cc1 Ce7 22.Dd2 Dxd2 23.Txd2 Ah6 24.Tf2 Ae3 ½–½
Sobre aquesta victòria, la seva mare -que havia estat la seva primera entrenadora- va afirmar: "Per a mi ha estat com la primera partida que va guanyar en un torneig escolar. És el mateix, només el nivell ha canviat."
Valorant la victòria d'Anand, Garri Kaspàrov va dir: "Un gran resultat per Anand i pels escacs. Vishy mereixia la victòria, i estic molt content per ell. No serà fàcil per la nova generació de joves de fer-lo fora... Anand superà Kràmnik completament en la preparació. En certa manera, m'ha recordat el meu matx contra Kràmnik de Londres, el 2000. Tal com em va passar llavors, Kràmnik hauria d'haver estat millor preparat, però no ho hem pogut comprovar." El 2010 Anand va donar la seva medalla d'or a l'organització caritativa "The Foundation" per tal que la fes servir en benefici dels nens desassistits.
Amb aquest títol mundial, Anand va esdevenir l'únic campió del món que ha assolit el títol sota tres modalitats diferents (el 2000 pel sistema Knock-out, el 2007 en un torneig per sistema lliga a doble volta, i el 2008 per matx directe).

#### Campió del món de 2010
Abans del matx pel Campionat del món de 2010 contra Vesselín Topàlov, Anand, qui tenia bitllets d'avió pel vol Frankfurt-Sofia del 16 d'abril, va patir la cancel·lació de tots els vols a l'espai aeri de la zona a conseqüència del núvol de cendra volcànica que va seguir a les erupcions de l'Eyjafjalla. Anand va demanar de posposar tres dies el matx, però els organitzadors búlgars s'hi varen negar, el dia 19. Anand va arribar finalment a Sofia el 20 d'abril, després d'un viatge extenuant de 40 hores per carretera.
Consegüentment, la primera partida es va endarrerir un dia.
El matx, disputat a Sofia del 24 d'abril a l'11 de maig, era programat a dotze partides. Després d'11 partides, el marcador estava igualat a 5½-5½. Anand va guanyar la número 12 amb negres, en un gambit de dama refusat, cosa que li va permetre de revalidar novament el títol de Campió del món, per un resultat global de 6½ a 5½. A la partida número 12, després dels dubtosos moviments número 31 i 32 de Topalov, Anand va aconseguir un fort atac contra el rei relativament exposat de Topalov, i aquest finalment hagué de rendir-se.

#### Campió del món de 2012
Anand defensà el seu títol en el Campionat del món de 2012, a Moscou contra Borís Guélfand, guanyador dels Matxs de Candidats de 2011. Guélfand havia guanyat anteriorment la final de Candidats contra el rus Aleksandr Grisxuk.
Aquest fou el primer cop que Anand defensa el títol contra algú més gran d'edat que ell mateix.
Anand va retenir el títol de Campió del món després d'empatar a sis punts en la fase regular, i derrotar en Guélfand al desempat a semiràpides.

### Pèrdua del títol mundial
El febrer de 2013 va guanyar el primer Grenke Chess Classic, un torneig de categoria XIX, mig punt per sobre de Fabiano Caruana.
Entre abril i maig de 2013 Anand participà en el fort Memorial Alekhine, i hi fou 3r, amb 5/9 punts, rere els guanyadors, Borís Guélfand i Levon Aronian.

#### Campionat del món de 2013
Anand s'enfrontà a Magnus Carlsen al Campionat del món de 2013 a Chennai, Índia, del 9 al 28 de novembre. Les primeres quatre partides del matx van acabar en taules, però Carlsen va guanyar les dues següents. La setena i vuitena partida acabaren en taules, mentre la novena fou una nova victòria per Carlsen. En fer taules a la desena, el 22 de novembre de 2013, Carlsen va esdevenir el 16è Campió del Món absolut.

#### Campionat del món de 2014
Anand va guanyar el torneig de Candidats de la FIDE de Khanti-Mansisk, un doble round-robin jugat entre els dies 13–30 de març, i va guanyar el dret de jugar un matx revenja contra Magnus Carlsen. Anand va acabar el torneig imbatut, guanyant la partida de la primera ronda contra Levon Aronian, la tercera contra Xakhriar Mamediàrov, i la novena contra Vesselín Topàlov. Va fer taules a la resta de partides, inclosa la de la dotzena ronda contra Dmitri Andreikin, en la qual Anand va acceptar taules en una posició que era complexa, però guanyadora. Anand s'enfrontà a Carlsen el novembre de 2014 a Sotxi, Rússia. Després d'11 de 12 partides, Carlsen va guanyar el matx per 6½ a 4½, i així va defensar amb èxit el seu títol de campió del món.

### Resultats posteriors
Entre el 2 i l'11 d'agost de 2017, Anand va disputar la Copa Sinquefield, el primer torneig clàssic del Grand Chess Tour. Hi va empatar al segon lloc amb Magnus Carlsen, amb una puntuació de 5½/9 (+3–1=5), mig punt per sota del campió, Vachier-Lagrave. El setembre de 2017 empatà al segon lloc amb Hikaru Nakamura a l'Obert de l'Illa de Man, torneig que es va celebrar entre el 23 de setembre i l'u d'octubre, mig punt per sota del campió, Magnus Carlsen.
Del 26 al 30 de desembre de 2017 va guanyar el Campionat del món de semiràpides de 2017, disputat a Riad, Aràbia Saudita; hi va empatar al primer lloc amb Vladímir Fedosséiev amb 10½/15, i va guanyar el torneig al desempat.
El gener de 2019 fou cinquè a la 81a edició del torneig Tata Steel, un punt i mig per sota del campió, Magnus Carlsen.